# Jean Tisserand
Jean Tisserand, auch Johannes Tisserandus, († 1497 in Lyon) war ein französischer Franziskaner und Liedertexter.
Tisserand war wahrscheinlich Doktor der Theologie, möglicherweise war er Beichtvater von Karl VIII. oder von Anne de Bretagne.
1468 wurde er nach Paris berufen. Gemeinsam mit seinem Mitbruder Jean Bourgeois predigte er in den verschiedenen Pfarreien von Paris.
Er ist Verfasser des Osterhymnus O filii et filiae, der auch in der deutschen Übersetzung als Ihr Christen, singet hocherfreut bekannt ist.